# 胡桃夾子

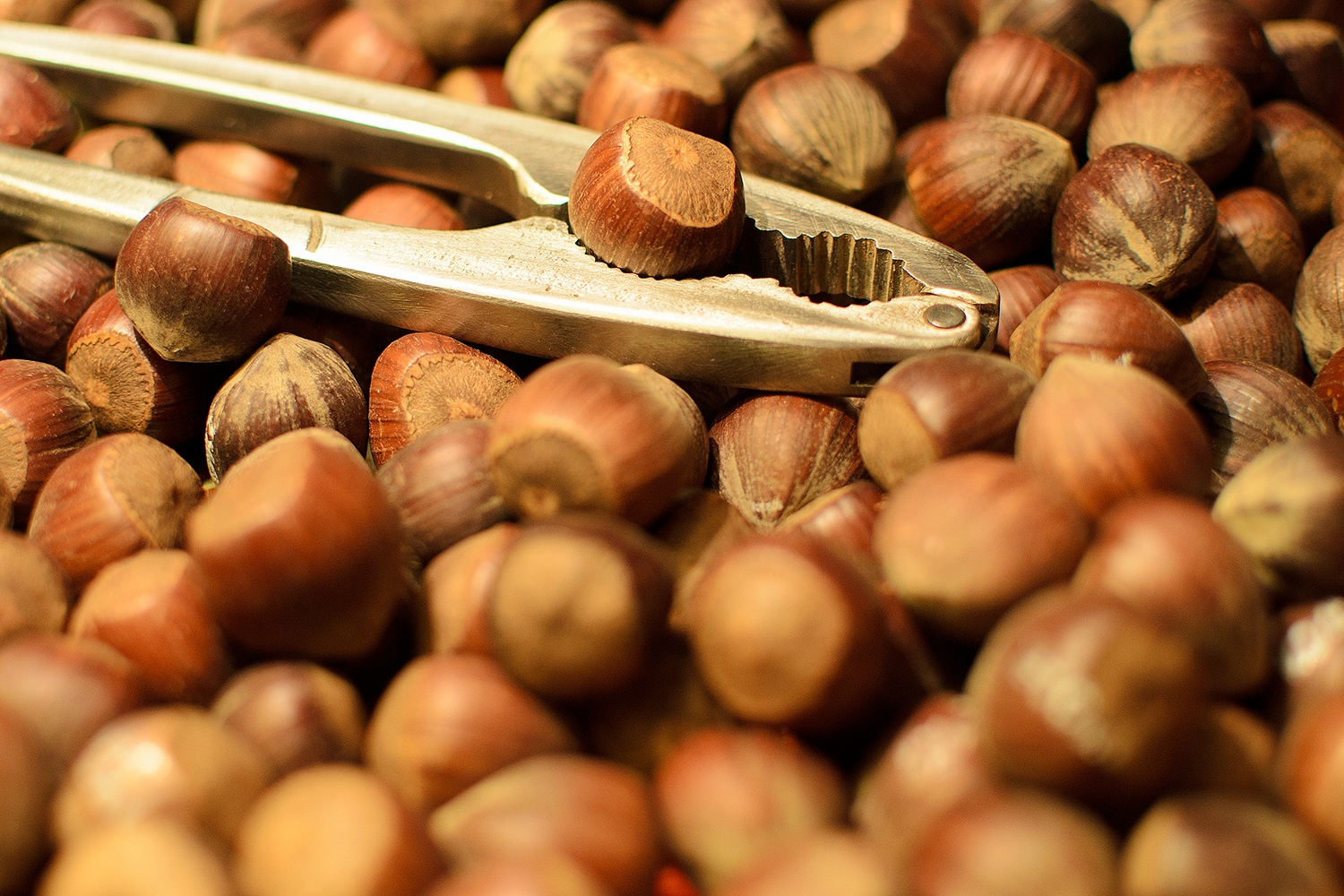
堅果鉗與榛子

胡桃夹子（德語：Nussknacker）通常是一种用来撬开核桃的工具，通常是木头制作的。不过在某些地方，特别是欧洲地区，胡桃夹子被制作成了人形的玩偶，通过背部的手柄可以利用它的嘴巴来夹碎核桃。因为这些玩偶制作精良美观，有些已经失去本身作为工具的意义而仅仅是一件摆设了。某些国家，例如德国拥有在圣诞节期间赠送胡桃夹子的传统。而胡桃夹子最著名的产地为德国的厄尔士山脉，那里的胡桃夹子通常制作成拥有大胡子、戴着高帽子的士兵、国王或是宪兵的模样。柴可夫斯基著名的芭蕾舞剧《胡桃夹子》中，故事主角就是一只胡桃夹子，事实上柴可夫斯基是受德国作家霍夫曼的童话《胡桃夹子和鼠王》启发而写下了这出芭蕾舞剧。

## 历史

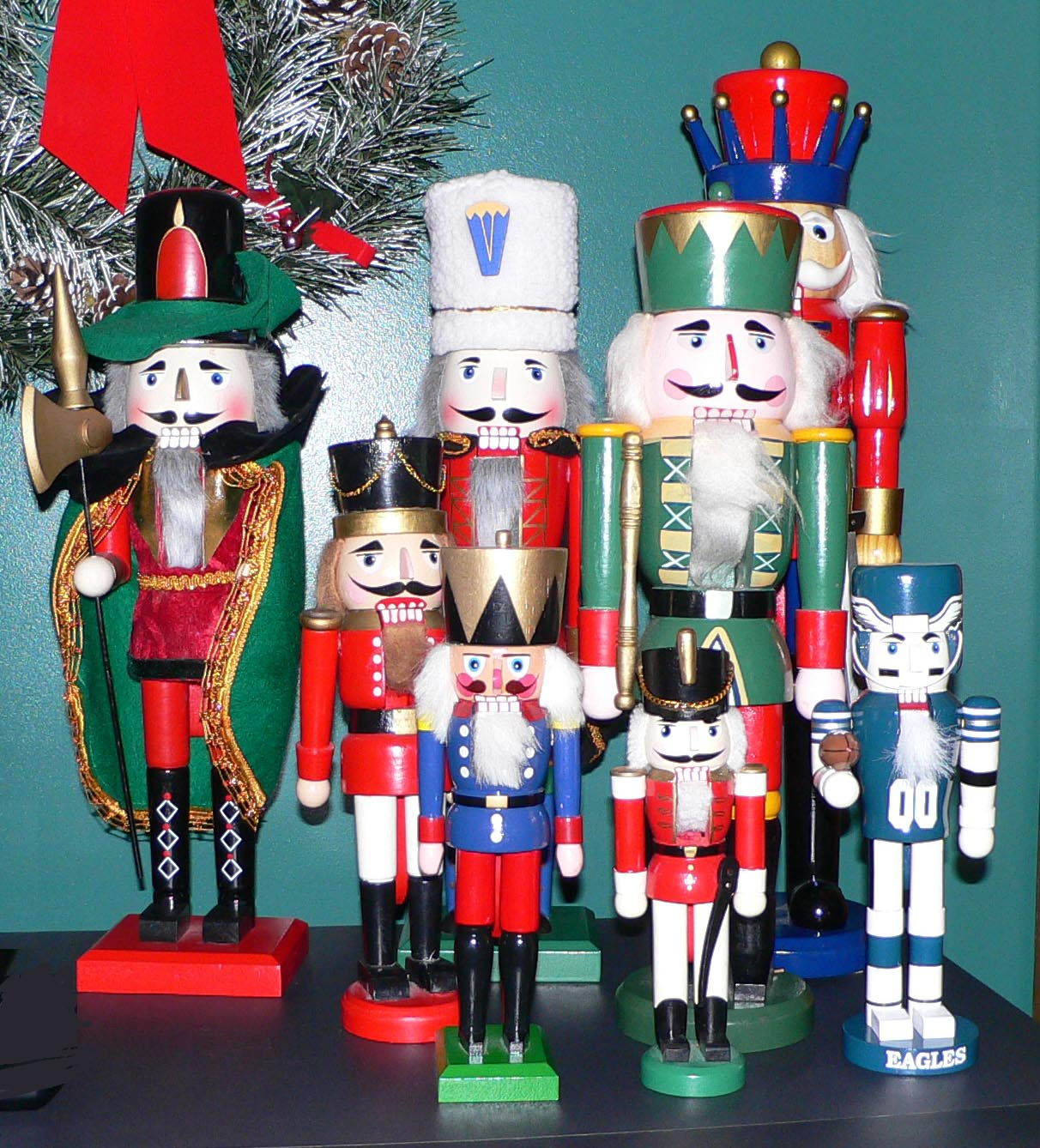
一些大小不一的人形胡桃夹子

最早的金属制造的胡桃夹子可以追溯至大约13世纪时的法国地区，而青铜的胡桃夹子则出现在大约14和15世纪。最初这些工具是手工锻造的，不过后逐渐演变成铸造。英国是一个著名的青铜胡桃夹子产地，同时英国生产的胡桃夹子拥有各种不同的类型，而美国则以铸造的铁制胡桃夹子而闻名。最初的木制胡桃夹子结构非常简单，只有两个木制组件，它们通过皮带或者金属制造而成的链扣连接在一起。而到了15和16世纪，英国和法国的工匠开始雕刻美丽而又精致的木制胡桃夹子了。他们大多使用当地自产的木材，不过工匠们更喜欢黄杨木。因为这种木头纹理细腻，颜色也很美观。18和19世纪时，奥地利、瑞士和意大利北部的木工开始雕刻外观类似动物和人类的木制胡桃夹子。利用螺纹杠杆原理的胡桃夹子一直到17世纪才出现，一开始这类工具的机构非常简单，不过没过多久之后它们就开始变得美观而又精致。
将胡桃夹子做成士兵或国王的外观则源自德国厄尔士山脉地区，胡桃夹子这个德语单词在1800年和1830年时出现在了格林兄弟的字典里。按照当时字典上的定义，胡桃夹子是一种畸形的小型男性，用嘴夹住核桃，利用杠杆或者螺杆撬开核桃。1872年时胡桃夹子之父，德国人Wilhelm Füchtner生产了第一个商业性的胡桃夹子，后来他又使用车床生产了同样外形的一系列胡桃夹子。